# Früchte des Zorns
Früchte des Zorns (« Les Raisins de la colère » en allemand) est un groupe de folk allemand et germanophone fondé en 1999 composé du chanteur et guitariste Mogli, de la violoniste Anke (qui joue aussi du trombone et du glockenspiel) et d'Hannah à la batterie. Bien que le groupe ait une imagerie à tendance punk et squat[pas clair], la musique se rapproche du mouvement folk avec une grande importance donnée au chant, qui est parfois entonné par les trois membres simultanément ou à tour de rôle.
Mogli et Anke ont d'abord formé le groupe en 1999 devant la gare d'Altona à Hambourg. Ils se sont ensuite produit dans plusieurs bars et dans la rue. En octobre 1999, ils ont pu jouer dans la Rote Flora. À la fin de 2000, ils ont sorti leur premier album In meinem Kopf ist eine Bombe. En février 2001, en collaborant avec d'autres musiciens pour le projet Revolte Springen, ils vont faire la connaissance d'Hannah qu'ils vont ensuite intégrer au groupe comme batteuse.
Il se réclame être un collectif de la gauche radicale allemande. Ils ont notamment apporté leur soutien au mouvement antinucléaire pour les manifestations contre le train Castor de déchets radioactifs entre l'usine de retraitement de la Hague et Gorleben sur la ligne Bienwaldbahn en novembre 2010.
Leur musique est sous la licence CC, et bien qu'ils vendent des albums CD, le téléchargement de l'intégralité de leur musique est disponible en téléchargement gratuit sur leur site en format Vorbis et MP3.

## Discographie
- 2000: In meinem Kopf ist eine Bombe (CD)
- 2003: Zwischen Leben und Überleben (CD)
- 2005: Das Herz ist ein Muskel in der Größe einer Faust (vinyle 7″)
- 2007: Wie Antennen in den Himmel (CD)
- 2010: Unter unserer Haut (CD / double vinyle 10″)
- 2016: fallen oder fliegen (CD / vinyle)